# Paulusiella pallida
Paulusiella pallida là một loài bọ cánh cứng trong họ Cebrionidae. Loài này được Mandl miêu tả khoa học năm 1974.